# Бернар II Телёнок
Бернар II Телёнок (фр. Bernard le Veau; убит в 872/877) — граф Тулузы, Руэрга, Лиможа с 865 года, Нима, Каркассона, Разеса и Альби с 872 года. Сын Раймунда I, графа Тулузы, и Берты.

## Биография
После смерти Раймунда I в 865 году король Франции Карл II Лысый назначил его сына Бернара графом Тулузы и Руэрга. Вероятно его владения включали также Пальярс, Рибагорсу и Лимож. В 872 году, после смещения графа Каркассона Олибы II, он получил также Альби, Ним, Каркасон и Разе.
В 872 году (по другим сведениям в 877 году) Бернар был убит вассалом Бернара Плантвелю, который получил после этого большую часть его владений, однако Лимож перешёл к брату Бернара II, Фулькоальду, получившему титул виконта и ставшему родоначальником виконтов Лиможа. Пальярс и Рибагорса отделились от Тулузы и перешли к графу Рамону I, а Олиба II получил назад свои владения.